# Bedřich Adámek
Bedřich Adámek (21. února 1891, Bílavsko, Bystřice pod Hostýnem – 15. dubna 1961 Praha) byl český architekt a projektant, specialista na výstavbu nemocničních areálů. Měl kancelář v pražských Dejvicích a působil v okruhu časopisu Stavba.
Vystudoval pražské vysoké učení technické. Absolvoval studijní cesty do zahraničí (Německo, Rakousko, Maďarsko, Švýcarsko, Polsko, Nizozemsko).

## Dílo

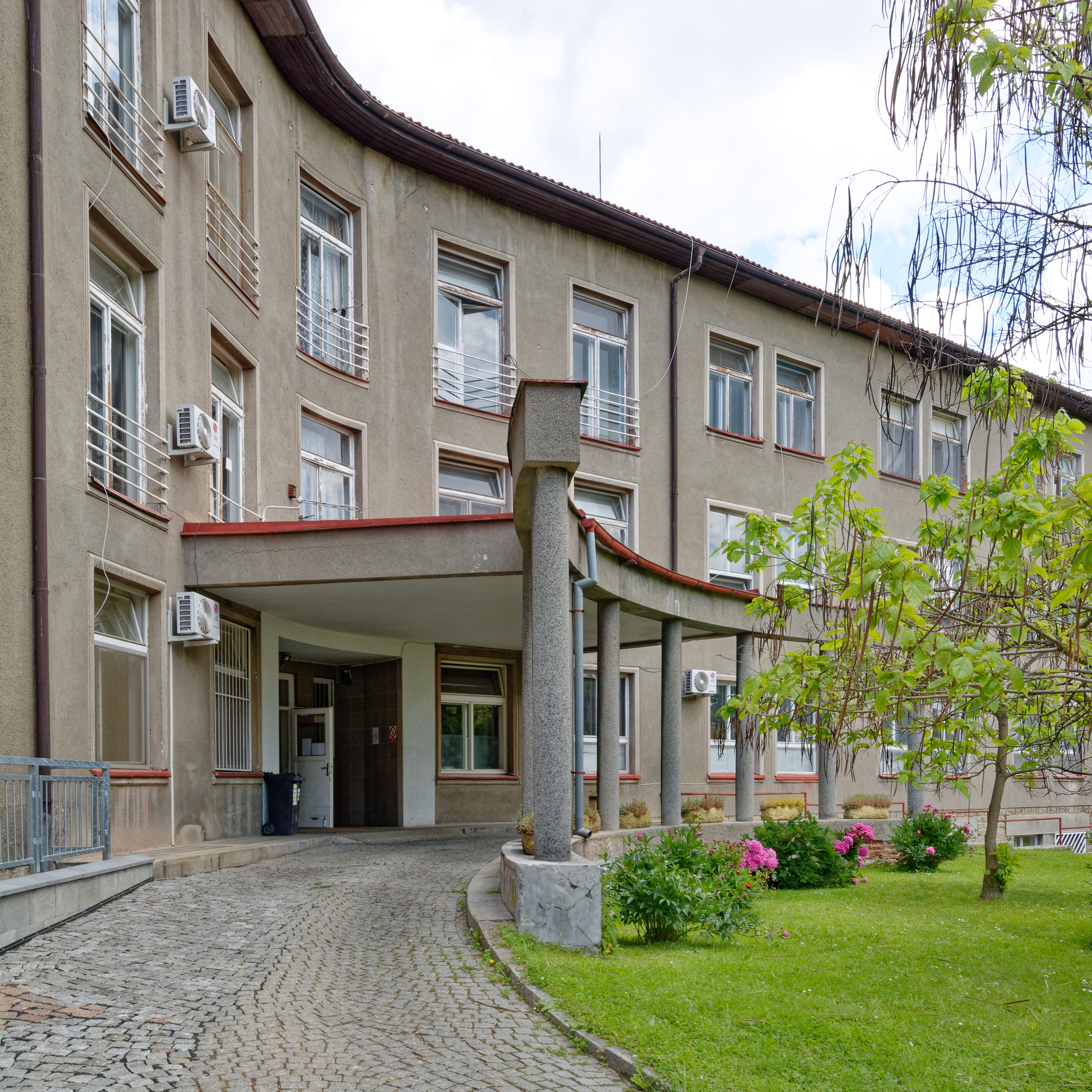
Nemocnice v Kutné Hoře

### Realizace
Věnoval se zejména navrhování nemocničních areálů. Mezi jeho realizace patří například:

#### Nemocnice
- rozšíření nemocnice v Pardubicích[2] (soutěž 1925)
- areál „nové nemocnice“ v Hradci Králové[7] – generální plán (architektonická soutěž 1925, realizace 1926–1928[8])
- nemocnice Jihlava
- Dům lidového zdraví v Užhorodě (1930–1934, otevřen 1935)[9]
- rozšíření nemocnice v Českých Budějovicích – infekční pavilon (pavilon M; 1935), nová hospodářská a administrativní budova s prádelnou a kuchyní u vjezdu do areálu (1935–1936), prosektura (stará patologie, pavilon H; 1936), chirurgický pavilon (pavilon B; 1937–1940), další infekční pavilon (pavilon F; 1937–1940), porodnice s gynekologií (pavilon G; 1937–1940)[10]
- dvojpavilon pro oddělení gynekologicko-porodnické a oddělení nemocí kožních a venerických, „nová nemocnice“ Hradec Králové (1937–1938)[11]
- areál Ústřední vojenské nemocnice v Praze[12] (soutěž 1929, výstavba od 1936, otevřena 1938) – pavilonový systém kolem prostorného nádvoří – první novostavba určená vojenskému zdravotnictví na území českého státu[13]
- nemocnice Ústí nad Orlicí[3] (1936–1939[14])
- Oblastní nemocnice Kolín – chirurgický pavilon (1939–1941)[15]
- hlavní budova nemocnice v Kutné Hoře – spolu s Rudolfem Ryšánem a Jaromírem Dajbychem (1939–1943)
- Oblastní nemocnice Kladno (1947–1948)[16]
- nemocnice Písek[17]

#### Vily
- rodinný dům Antonína Čížka, ředitele Občanské záložny v Pardubicích[5]
- Příbrského vila, Boženy Němcové 52, České Budějovice (1938–1939)[18] – vila nejvýznamnějšího specialisty v oboru gynekologicko-porodnické péče v Československu své doby, který se zasloužil o rozšíření českobudějovické nemocnice, které také Adámek projektoval.[19]
- dvojdům, U V. baterie 36,38, Praha-Břevnov[20]

#### Další stavby
- Dvořákovo gymnázium Kralupy nad Vltavou (1926–1930)[4] – společně se Zdeňkem Michalcem[21] – dotčené zásadami vědeckého funkcionalismu[4]
- budova pošty, Orlová[22]

### Nerealizované projekty
Jedním z největších nerealizovaných projektů byl projekt nemocničního areálu v Břeclavi (1929). Náklady na areál pro 400 až 450 pacientů měly činit 17 milionů korun. K výstavbě nedošlo vlivem hospodářské krize.
Dále se Adámek např. účastnil veřejné soutěže na divadlo v Benešově. Postoupil do druhého kola architektonické soutěž o stavbu Zemské průmyslové školy v Kutné Hoře.

#### Vyhrané soutěže
- Justiční palác Bratislava
- radnice Orlová